# Saint-Mars-du-Désert (Loira Atlántico)

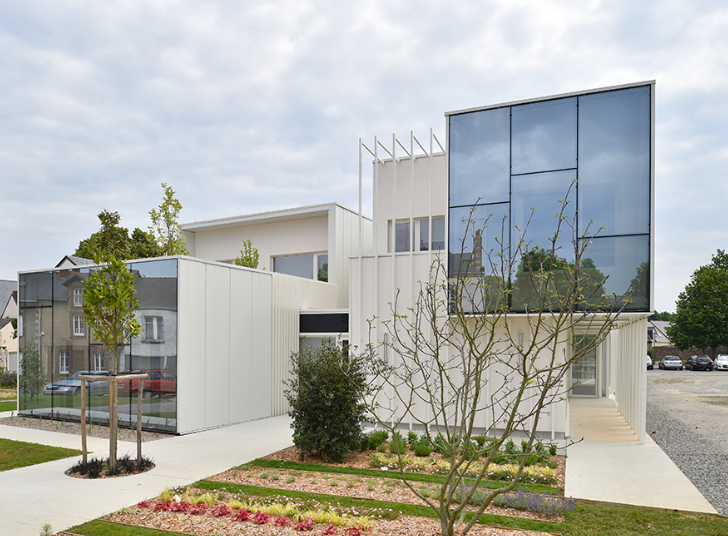
Edificio del Ayuntamiento

Saint-Mars-du-Désert es una comuna francesa situada en el departamento de Loira Atlántico, en la región de Países del Loira.

## Origen del nombre
Su nombre, «Saint Mars du Désert», provendría de Marte, el dios de la guerra (en la mitología romana), y la palabra «désert» (desierto), que hace referencia a que después de la invasión de los hunos, en 453, la villa fue saqueada y se convirtió en una zona sin cultivar.
Otras fuentes señalan que la hipótesis más probable es que Saint-Mars sea una deformación de Saint-Médard.

## Historia
Al principio de la era cristiana:
- Los galos establecieron sus casas en las proximidades del río Erdre. Cuando los romanos conquistaron después el país, deforestaron parte del bosque que recubre la comarca y le dieron el nombre de su dios de la guerra, Marte.

De finales del siglo IV o mediados del siglo V:
- Invasión del los hunos, que saquearon la comuna. El lugar se desertificó, al no ser cultivado, según cuentan los historiadores.

Siglo X:
- Una fundación religiosa se levantó en honor de “Saint-Médard” en la abadía de “Soissons”, la cual da origen al pueblo actual.

1070
- Se menciona el primer señor conocido de “Saint Mars”: el “Sieur GOSSELIN DE MARS”.

Siglo XIV:
- Primera mención de «Sanctus Medardus de deserto».

Siglo XVII:
- 1602: Fundación de la capilla de la “Ceriseraie”.
- 1639: Violenta epidemia de disentería.

Siglo XVIII:
- 1708: Un terrible invierno se abatió sobre “Saint-Mars”.
- 1790: Primer alcalde, el señor GUILLET.
- 1793: Incendios de los castillos “Yonnières” y “Perray”.

Siglo XIX:
- 1819: Creación del cementerio.
- 1849 hasta 1852: Construcción de la iglesia, alcaldía, y de escuela pública.

## Geografía
Saint-Mars-du-Désert está situada a 20 km al noreste de la ciudad de Nantes, entre el valle del Erdre y el del río Loira.

## Demografía
| 1645 | 1716 | 2033 | 2831 | 3127 | 3405 | 3985 | 4048 | 5118 |
| Para los censos de 1962 a 1999 la población legal corresponde a la población sin duplicidades (Fuente: INSEE [Consultar]) |      |      |      |      |      |      |      |      |

## Lugares y monumentos
- Torres de molinos de viento.
- Castillo del Perray.
- Castillo Yonnières (siglo XVIII) con parque y capilla (siglo XIX)
- Castillo de la Rimbertière (siglo XIX).
- Casa solariega de la Valinière (siglo XVII).

## Vida local
- Fiesta anual de San Juan.
- Pesca en los estanques de la localidad.
- Granja ecuestre de Mazerolles: senderismo.

## Personalidades relacionadas con la comuna
- Julienne David (1773-1843): Corsario conocido como Jacques David